# Alexander J. Motyl

Alexander J. Motyl (2012)

Alexander John Motyl (ukrainisch Олександр Мотиль; * 21. Oktober 1953, in New York City) ist ein amerikanischer Politikwissenschaftler, Historiker, Schriftsteller und Maler.

## Leben
Motyl, dessen Eltern aus Lwiw stammten, studierte Geschichte und Malerei an der Columbia University.
Von 1992 bis 1998 war Motyl stellvertretender Direktor des Harriman Institute der Columbia University. Er ist derzeit (2019) stellvertretender Direktor der Abteilung für Globale Angelegenheiten und Professor für Politikwissenschaft an der Rutgers University in Newark. Seine Spezialgebiete sind die Ukraine, Russland, die ehemalige Sowjetunion, Nationalismus, Revolutionen und Reiche.
Im Jahr 2009 hatte Motyl postuliert, dass sich Russland seit dem Machtantritt Wladimir Putins in Richtung Faschismus bewege. 2022 ließ er das „in Richtung“ weg und nannte Russland einen faschistischen Staat.

## Schriften
- National Questions: Theoretical Reflections on Nations and Nationalism in Eastern Europe (= Soviet and Post-Soviet Politics and Society. Band 250). ibidem, Stuttgart 2022, ISBN 978-3-8382-1675-1 (englisch).
- The Holodomor and the Origins of the Soviet Man: Reading the Testimony of Anastasia Lysyvets (= Ukrainian Voices). ibidem, Stuttgart 2022, ISBN 978-3-8382-1616-4.
- Ukraine vs. Russia: Revolution, Democracy and War: Selected Articles and Blogs, 2010-2016. Westphalia Press, 2017, ISBN 978-1-63391-513-8.
- mit Ksenya Kiebuzinski: Alexander Motyl: The Great West Ukrainian Prison Massacre of 1941. A Sourcebook. Amsterdam University Press, Amsterdam 2017, ISBN 978-90-8964-834-1 (englisch, deutsch, polnisch, russisch, ukrainisch, academia.edu).
- Mit  Bohdan Klid: The Holodomor Reader: A Sourcebook on the Famine of 1932–1933 in Ukraine. University of Alberta Press, Alberta 2012, ISBN 978-1-894865-29-6 (englisch, ukrcdn.com [PDF]).
- Nations in Transit - 2001–2002: Civil Society, Democracy and Markets in East Central Europe and the Newly Independent States. Routledge, London 2002, ISBN 0-7658-0976-1.
- Imperial Ends: The Decay, Collapse, and Revival of Empires auf Foreign Affairs. Columbia University Press, 2001, ISBN 978-0-231-12110-1
- Encyclopedia of Nationalism. Academic Press, San Diego 2001, ISBN 0-12-227230-7 (archive.org).
- Revolutions, Nations, Empires: Conceptual Limits and Theoretical Possibilities. Columbia University Press, New York 1999, ISBN 0-231-11431-1 (englisch, archive.org).
- Nations in Transit - 1997: Civil Society, Democracy and Markets in East Central Europe and Newly Independent States. Taylor & Francis, 1997, ISBN 0-7658-0411-5.
- Dilemmas of independence: Ukraine after totalitarianism. Council on Foreign Relations Press, New York 1993, ISBN 0-87609-131-1 (englisch, archive.org).
- The post-Soviet nations: perspectives on the demise of the USSR. Columbia University Press, New York 1992, ISBN 0-231-07894-3.
- Will the non-Russians rebel? State, Ethnicity, and Stability in the USSR. Cornell University Press, Ithaca 1987.
- The Turn to the Right :The Ideological Origins and Development of Ukrainian Nationalism, 1919-1929 (= East European Monograph Séries. Band 65). Columbia University Press,, New York 1980, ISBN 0-914710-58-3 (englisch, bannedthought.net [PDF]).